# Sylvain Ciavaldini
Pour les articles homonymes, voir Ciavaldini.
Sylvain Ciavaldini né le 7 juin 1970 à Marseille est un peintre, dessinateur et sculpteur français.

## Biographie
En 1991, Sylvain Ciavaldini obtient son diplôme de l'École nationale supérieure des arts décoratifs de Paris en Arts /Espaces option peinture. Il s'installe alors à Marseille où il partage sa vie avec l'artiste peintre Katia Bourdarel.
Il effectue une longue résidence au sein de l'Association Asterides et participe activement à l'Association Jeune Création durant les années 2000.
Représenté durant 15 ans par la galerie Porte Avion à Marseille, puis par la galerie La B.A.N.K à Paris. Depuis 2011, il est représenté par la galerie Sator à Romainville.

## Œuvre
Durant les années 2000, Sylvain Ciavaldini s'intéresse au statut de l'artiste, à sa place dans la société et à son rôle dans notre perception du monde. Par la suite, son travail dérive naturellement vers l'acte créatif et fonction de l'imaginaire dans toute création.
Depuis 2015, il développe une recherche autour de la forme et de son statut au travers de dessins fouillés, souvent de grandes tailles.
En 2019, il met en place avec le critique un projet global qui a pour point de départ le livre de Junichirô Tanizaki, L'éloge de l'ombre. Ce projet a pour objectif de proposer une déambulation dont la lumière serait le révélateur de la forme avec différents médiums allant du dessin traditionnel à la vidéo d’animation.

### Expositions personnelles
- 2023 : COMME UNE RESPIRATION, galerie Sator Komunuma, Romainville, FR
- LA DOUCEUR FLEURIE DES ÉTOILES, Chapelle Saint-Libéral, Brive, FR
- 2021 : Et l'horizon s'enfuit d'une fuite éternelle, galerie Sator, Paris, France.
- 2019 : Un bruit sourd précède le silence[1],[2], galerie Sator, Paris, France.
- 2019 : Un temps suspendu[3], Rencontre d’art contemporain, Cahors, France.
- 2017 : Nos belles différences[4],[5], galerie Porte Avion, Marseille, France.
- 2017 : Et j'ai vu quelques fois ce que l'homme a cru voir, galerie Sator, Paris, France.
- 2015 : Tentatives, métaphores et autres digressions, galerie Sator, Paris, France.
- 2013 : L’hypothèse de formalisation, galerie Sator, Paris, France.
- 2012 : Sens dessus dessous, espace UGOT, Marseille, France.
- 2011 : Same same but different, galerie G, La guarde, France.
- 2010 : Same Same but different!, galerie Porte avion, Marseille, France.
- 2010 : Looping[6], La B.A.N.K galerie, Paris, France.
- 2009 : Play Time, parcours Saint-Germain, France.
- 2007 : La métaphore enchantée, La B.A.N.K galerie, Paris, France.
- 2006 : Ici et là, galerie Porte Avion, Marseille, France.
- 2005 : Hall 8, Toulouse, France.
- 2003 : La vie d’artiste, galerie Porte Avion, Arts dealers 2003, Marseille, France.

## Publications
- Rien n'est moins sûr que l'incertain, Édition centre contemporain intercommunal d'Istres, 2013.
- Sylvain Ciavaldini, Eric Mangion, Oups, collection « Gold digger », La B.A.N.K et galerie Porte Avion, 2009  (ISBN 978-2-9534431-0-3).
- Sylvain Ciavaldini, Antonio Gagliardi, La controverse improbable, Transbordeurs, 2007  (ISBN 978-2-84957-096-8).
- Julie Crenn, Sylvain Ciavaldini, Tentatives, métaphores et autres digressions, Galerie Sator, 2015  (ISBN 979-10-93551-01-2).